# Simeulue Tengah
Simeulue Tengah (indonez. Kecamatan Simeulue Tengah) – kecamatan w kabupatenie Simeulue w okręgu specjalnym Aceh w Indonezji.
Kecamatan ten znajduje się w środkowej części wyspy Simeulue. Graniczy z kecamatanami: od zachodu z Salang, od północnego zachodu i północy z Simeulue Barat, od północy z Teluk Dalam, a od wschodu z Teupah Barat.
W 2010 roku kecamatan ten zamieszkiwało 9 010 osób, z których wszystkie stanowiły ludność wiejską. Mężczyzn było 4 591, a kobiet 4 419. Wszystkie osoby wyznawały islam.
Znajdują się tutaj miejscowości: Dihit, Kampung Aie, Kuta Batu, Lakubang, Lamayang, Lambaya, Latitik, Lauke, Laure-E, Luan Sorip, Putra Jaya, Sebbe, Situfa Jaya, Suak Baru, Wellang Kum, Wel Wel.